# Taira Shige
Taira Shige (født 9. april 1993) er en japansk fodboldspiller, som spiller for den japanske fodboldklub Giravanz Kitakyushu.